# Регентски съвет на Царство България (1944 – 1946)
Регентски съвет на Царство България е създаден след смъртта на Цар Борис III държавен орган, управляващ страната от името на малолетния цар Симеон II. С възцаряването на малолетния престолонаследник, в периода от 8 септември 1943 до устанавяването по време на съюзническата окупация на България на републикански режим в страната на 15 септември 1946 г. действат два регентски съвета – Първият регентски съвет на Царство България 1943 – 1944 година и вторият Регентски съвет на ОФ 1944 – 1946 година.
На 9 септември 1944 г. избраният от Народното събрание Първи регентски съвет на Царство България в състав проф. Богдан Филов, княз Кирил и ген.-лейт. Никола Михов подава оставка (Филов още на 8 септември) пред съставеното от извършителите на Деветосептемврийския преврат правителство на Кимон Георгиев.
На тяхно място Отечественият фронт, а не Hародното събрание, назначава свой регентски съвет в състав т.нар. „червени регенти“: проф. Тодор Павлов (комунист), проф. Венелин Ганев (безпартиен), Цвятко Бобошевски (безпартиен). Първоначалното предложение на комунистите за регент е юристът Найден Николов, но той е заменен по настояване на Кимон Георгиев, тъй като не е особено известен.
Вторият регенския съвет формално съществува до установяването на републикански режим на 15 септември 1946 г., като царското семейство е поставено под домашен арест. От режима са разстреляни братът на цар Борис III и дотогавашен регент княз Кирил Преславски. Следва републиканско държавно управление от 1946 г., от Първото и Второто правителства на Кимон Георгиев.